# 세계 쇼트트랙 선수권 대회
세계 쇼트트랙 스피드 스케이팅 선수권 대회(World Short Track Speed Skating Championships)는 국제 빙상 연맹(ISU)에서 주관하는 세계 규모의 쇼트트랙 스피드 스케이팅 경기 대회이다. 매년 1차례 개최된다.
1967년 쇼트트랙이 ISU의 정식 종목으로 채택된 이후 한동안 정식 국제 쇼트트랙 경기가 열리지 않았다. 1976년 미국 섐페인에서 국제 쇼트트랙 대회가 개최되면서 국제 규모의 쇼트트랙 경기가 시작되어 매년 한 차례씩 열렸고, 이 대회는 1981년 프랑스 뫼동에서 세계 쇼트트랙 선수권 대회라는 이름으로 정식으로 개최되었다. 동시에 1976년부터 1980년까지 개최된 5번의 대회도 세계 쇼트트랙 선수권으로 인정받게 되었다. 초기에는 참가국이 몇 개 되지 않았으나, 쇼트트랙 경기가 동계 올림픽의 정식 종목이 된 이후 인기를 끌게 되면서 이 대회의 규모도 크게 확대되어 최근에는 수십개 국이 참가하는 ISU 주관 주요 국제 경기 대회로 성장하였다.

## 역대 종합 우승자

### 남자부
| 연도   | 개최지                | 금메달                      | 은메달                        | 동메달                      |
| 1976년 | 미국 섐페인           | 앨런 래트레이               | 가에탕 부셰르                 | 앙드레 샤브르리             |
| 1977년 | 프랑스 그르노블       | 가에탕 부셰르               | 크레이그 크레슬러             | 도다 히로시                 |
| 1978년 | 영국 솔리헐           | 제임스 린치                 | 해리 스프래그                 | 앨런 래트레이               |
| 1979년 | 캐나다 퀘벡           | 도다 히로시                 | 루이 바릴                     | 닉 토메츠                   |
| 1980년 | 이탈리아 밀라노       | 가에탕 부셰르               | 루이 그르니에                 | 마르크 벨라                 |
| 1981년 | 프랑스 뫼동           | 브누아 바릴                 | 가에탕 부셰르                 | 마이클 리치먼드             |
| 1982년 | 캐나다 멍크턴         | 기 데뇨                     | 가에탕 부셰르                 | 루이 그르니에               |
| 1983년 | 일본 도쿄             | 루이 그르니에               | 미셸 들리슬                   | 기 데뇨                     |
| 1984년 | 영국 피터버러         | 기 데뇨                     | 이시하라 다쓰요시             | 미셸 데뇨                   |
| 1985년 | 네덜란드 암스테르담   | 가와이 도시노부             | 이시하라 다쓰요시             | 루이 그르니에               |
| 1986년 | 프랑스 샤모니         | 이시하라 다쓰요시           | 기 데뇨                       | 로베르 뒤브뢰유             |
| 1987년 | 캐나다 몬트리올       | 미셸 데뇨 가와이 도시노부   | -                             | 찰스 펠트호번               |
| 1988년 | 미국 세인트루이스     | 페터르 판 더르 펠더         | 리하르트 사위턴               | 이시하라 다쓰요시           |
| 1989년 | 영국 솔리헐           | 미셸 데이뇨                 | 김기훈                        | 마크 래키                   |
| 1990년 | 네덜란드 암스테르담   | 이준호                      | 아카사카 유이치 윌프 오라일리 |                             |
| 1991년 | 오스트레일리아 시드니 | 윌프 오라일리               | 김기훈                        | 이준호                      |
| 1992년 | 미국 덴버             | 김기훈                      | 모지수                        | 이준호                      |
| 1993년 | 중국 베이징           | 마르크 가뇽                 | 실뱅 가뇽                     | 채지훈                      |
| 1994년 | 영국 길퍼드           | 마르크 가뇽                 | 프레더릭 블랙번               | 채지훈                      |
| 1995년 | 노르웨이 예비크       | 채지훈                      | 마르크 가뇽                   | 송재근                      |
| 1996년 | 네덜란드 헤이그       | 마르크 가뇽                 | 채지훈                        | 오라치오 파고네             |
| 1997년 | 일본 나가노           | 김동성                      | 마르크 가뇽                   | 데릭 캠벨                   |
| 1998년 | 오스트리아 빈         | 마르크 가뇽                 | 파비오 카르타                 | 김동성                      |
| 1999년 | 불가리아 소피아       | 리자준                      | 데라오 사토루                 | 파비오 카르타               |
| 2000년 | 영국 셰필드           | 민룡                        | 에리크 베다르                 | 리자쥔                      |
| 2001년 | 대한민국 전주         | 리자쥔                      | 아폴로 앤턴 오노              | 마르크 가뇽                 |
| 2002년 | 캐나다 몬트리올       | 김동성                      | 안현수                        | 파비오 카르타               |
| 2003년 | 폴란드 바르샤바       | 안현수                      | 리자쥔                        | 송석우                      |
| 2004년 | 스웨덴 예테보리       | 안현수                      | 송석우                        | 리자쥔                      |
| 2005년 | 중국 베이징           | 안현수                      | 아폴로 앤턴 오노              | 프랑수아루이 트랑블레       |
| 2006년 | 미국 미니애폴리스     | 안현수                      | 이호석                        | 프랑수아루이 트랑블레       |
| 2007년 | 이탈리아 밀라노       | 안현수                      | 샤를 아믈랭                   | 아폴로 앤턴 오노            |
| 2008년 | 대한민국 강릉         | 아폴로 앤턴 오노            | 이호석                        | 송경택                      |
| 2009년 | 오스트리아 빈         | 이호석                      | J. R. 셀스키                  | 샤를 아믈랭                 |
| 2010년 | 불가리아 소피아       | 이호석                      | 곽윤기                        | 량원하오                    |
| 2011년 | 영국 셰필드           | 노진규                      | 샤를 아믈랭                   | 량원하오                    |
| 2012년 | 중국 상하이           | 곽윤기                      | 노진규                        | 올리비에 장                 |
| 2013년 | 헝가리 데브레첸       | 신다운                      | 김윤재                        | 샤를 아믈랭                 |
| 2014년 | 캐나다 몬트리올       | 빅토르 안                   | J.R. 셀스키                   | 샤를 아믈랭                 |
| 2015년 | 러시아 모스크바       | 싱키 크네흐트               | 박세영                        | 우다징                      |
| 2016년 | 대한민국 서울         | 한톈위                      | 샤를 아믈랭                   | 리우 샤올린 샨도르          |
| 2017년 | 네덜란드 로테르담     | 서이라                      | 싱키 크네흐트                 | 사뮈엘 지라르               |
| 2018년 | 캐나다 몬트리올       | 샤를 아믈랭                 | 리우 샤올린 샨도르            | 황대헌                      |
| 2019년 | 불가리아 소피아       | 임효준                      | 황대헌                        | 세묜 옐리스트라토프         |
| 2020년 | 대한민국 서울         | 코로나19 범유행로 인해 취소 | 코로나19 범유행로 인해 취소   | 코로나19 범유행로 인해 취소 |
| 2021년 | 네덜란드 도르드레흐트 | 리우 샤오앙                 | 리우 샤올린 샨도르            | 세묜 옐리스트라토프         |
| 2022년 | 캐나다 몬트리올       | 리우 샤오앙                 | 파스칼 디옹                   | 이준서                      |
| 2023년 | 대한민국 서울         |                             |                               |                             |

### 여자부
| 연도   | 개최지                | 금메달                      | 은메달                      | 동메달                      |
| 1976년 | 미국 섐페인           | 셀레스트 클래패티           | 캐시 보그트                 | 페기 하트리치               |
| 1977년 | 프랑스 그르노블       | 브렌다 웹스터               | 캐시 보그트                 | 밸리 레이맨                 |
| 1978년 | 영국 솔리헐           | 세라 닥터                   | 가토 미요시                 | 패티 라이맨                 |
| 1979년 | 캐나다 퀘벡           | 실비 데이글                 | 캐시 턴불                   | 가토 미요시                 |
| 1980년 | 이탈리아 밀라노       | 가토 미요시                 | 가토 미카                   | 캐시 턴불                   |
| 1981년 | 프랑스 뫼동           | 가토 미요시                 | 가토 미카                   | 루이즈 베갱                 |
| 1982년 | 캐나다 멍크턴         | 마리즈 페로                 | 루이즈 베갱                 | 실비 데이글                 |
| 1983년 | 일본 도쿄             | 실비 데이글                 | 가토 미카                   | 마리즈 페로 가토 미요시     |
| 1984년 | 영국 피터버러         | 기노시타 마리코             | 실비 데이글                 | 나탈리 랑베르 보니 블레어   |
| 1985년 | 네덜란드 암스테르담   | 시시이 에이코               | 보니 블레어                 | 나탈리 랑베르               |
| 1986년 | 프랑스 샤모니         | 보니 블레어                 | 나탈리 랑베르 마리즈 페로   | -                           |
| 1987년 | 캐나다 몬트리올       | 시시이 에이코               | 나탈리 랑베르               | 기노시타 마리코             |
| 1988년 | 미국 세인트루이스     | 실비 데이글                 | 야마다 유미코               | 시시이 에이코               |
| 1989년 | 영국 솔리헐           | 실비 데이글                 | 마리즈 페로                 | 궈훙루                      |
| 1990년 | 네덜란드 암스테르담   | 실비 데이글                 | 조엘 판 쿠스트벨트          | 이든 도너텔리               |
| 1991년 | 오스트레일리아 시드니 | 나탈리 랑베르               | 실비 데이글                 | 장옌메이                    |
| 1992년 | 미국 덴버             | 김소희                      | 리옌                        | 야마다 노부쿠               |
| 1993년 | 중국 베이징           | 나탈리 랑베르               | 전이경                      | 장옌메이                    |
| 1994년 | 영국 길퍼드           | 나탈리 랑베르               | 김소희                      | 김량희                      |
| 1995년 | 노르웨이 예비크       | 전이경                      | 왕춘루                      | 김윤미                      |
| 1996년 | 네덜란드 헤이그       | 전이경                      | 원혜경                      | 이자벨 샤레                 |
| 1997년 | 일본 나가노           | 전이경 양양 (A)             | -                           | 원혜경                      |
| 1998년 | 오스트리아 빈         | 양양 (A)                    | 전이경 왕춘루               | -                           |
| 1999년 | 불가리아 소피아       | 양양 (A)                    | 양양 (S)                    | 김문정                      |
| 2000년 | 영국 셰필드           | 양양 (A)                    | 안상미                      | 양양 (S)                    |
| 2001년 | 대한민국 전주         | 양양 (A)                    | 왕춘루                      | 에브게니야 라다노바         |
| 2002년 | 캐나다 몬트리올       | 양양 (A)                    | 고기현                      | 에브게니야 라다노바         |
| 2003년 | 폴란드 바르샤바       | 최은경                      | 양양 (A)                    | 김민지                      |
| 2004년 | 스웨덴 예테보리       | 최은경                      | 왕멍                        | 변천사                      |
| 2005년 | 중국 베이징           | 진선유                      | 최은경                      | 강윤미                      |
| 2006년 | 미국 미니애폴리스     | 진선유                      | 왕멍                        | 칼리나 로베르주             |
| 2007년 | 이탈리아 밀라노       | 진선유                      | 정은주                      | 칼리나 로베르주             |
| 2008년 | 대한민국 강릉         | 왕멍                        | 저우양                      | 양신영                      |
| 2009년 | 오스트리아 빈         | 왕멍                        | 김민정                      | 저우양                      |
| 2010년 | 불가리아 소피아       | 박승희                      | 왕멍                        | 조해리                      |
| 2011년 | 영국 셰필드           | 조해리                      | 캐서린 로이터               | 아리안나 폰타나             |
| 2012년 | 중국 상하이           | 리젠러우                    | 발레리 말테                 | 아리안나 폰타나             |
| 2013년 | 헝가리 데브레첸       | 왕멍                        | 박승희                      | 심석희                      |
| 2014년 | 캐나다 몬트리올       | 심석희                      | 박승희                      | 발레리 말테                 |
| 2015년 | 러시아 모스크바       | 최민정                      | 아리안나 폰타나             | 심석희                      |
| 2016년 | 대한민국 서울         | 최민정                      | 마리안 생젤레               | 엘리스 크리스티             |
| 2017년 | 네덜란드 로테르담     | 엘리스 크리스티             | 마리안 생젤레               | 심석희                      |
| 2018년 | 캐나다 몬트리올       | 최민정                      | 심석희                      | 리진위                      |
| 2019년 | 불가리아 소피아       | 쉬자너 스휠팅               | 최민정                      | 킴 부탱                     |
| 2020년 | 대한민국 서울         | 코로나19 범유행로 인해 취소 | 코로나19 범유행로 인해 취소 | 코로나19 범유행로 인해 취소 |
| 2021년 | 네덜란드 도르드레흐트 | 쉬자너 스휠팅               | 코트니 사로                 | 아리안나 폰타나             |
| 2022년 | 캐나다 몬트리올       | 최민정                      | 킴 부탱                     | 잔드라 벨제부르             |
| 2023년 | 대한민국 서울         |                             |                             |                             |

## 기록
- 최다우승자  양양(A) 6회 (1997-2002),  안현수/빅토르 안 6회 (2003-2007/2014)
- 전종목 금메달  실비 데이글(1983),  김기훈(1992),  김동성(2002)
- 종합순위 1,2,3위 석권 남자:캐나다(1982,1983), 대한민국(1992)/여자:캐나다(1982), 대한민국(2005)

## 같이 보기
- 세계 쇼트트랙 팀 선수권 대회